# Njurol'ka
La Njurol'ka (in russo Нюро́лька?) è un fiume della Russia siberiana, affluente di destra del Vasjugan (bacino idrografico dell'Ob'). Scorre nel Parabel'skij e nel Kargasokskij rajon dell'Oblast' di Tomsk.

## Descrizione
Il fiume ha origine dalla palude Veršinonjurol'skoe (Вершинонюрольскоe) nella vastissima zona paludosa chiamata Vasjugan'e, parte del grande bassopiano della Siberia occidentale. Scorre dapprima con direzione settentrionale, piegando poi verso est. Incontra il Vasjugan a 174 km dalla sua foce.
La lunghezza della Njurol'ka è di 339 km. L'area del suo bacino è di 8 110 km². La portata media annua del fiume è di 45,51 m³/s all'altezza del villaggio di Myl'džino (Мыльджино) a 65 km dalla foce.
La Njurol'ka è gelata, mediamente, da fine ottobre/primi di novembre a fine aprile/primi di maggio; le maggiori piene annuali si registrano invece nel periodo maggio-luglio.